# Crustomastix
Crustomastix, maleni rod zelenih alga koji čini samostalnu porodicu Crustomastigaceae, dio reda Dolichomastigales. Pripadaju mu svega dvije vrste morskih alga

## Vrste
1. Crustomastix didyma T.Nakayama, M.Kawachi & I.Inouye
2. Crustomastix stigmatica Zingone